# Schielands Hoge Zeedijk
La Schielands Hoge Zeedijk (en français : la haute digue de mer de Schieland) est une des digues néerlandaises les plus importantes des Pays-Bas. Elle est située en Hollande-Méridionale et elle s'étend depuis la Schiedamse Schie à Schiedam jusqu'à la Gouwe près de Gouda. Cette digue protège une région d'environ 3 000 000 habitants des inondations de la mer et des rivières.

## Histoire
La Schielands Hoge Zeedijk a été construite au XIIe siècle. Sa construction a été commandée par Adélaïde de Hollande, fille du comte Florent IV de Hollande et plus tard épouse de Jean d'Avesnes.
Lors de son existence, cette digue ne s'est jamais vraiment rompue. En 1574, la digue a été percée à plusieurs endroits pour favoriser la fin du siège de Leyde. Le 1er février 1953, lors des grandes inondations, la digue a failli rompre entre Nieuwerkerk aan den IJssel et Capelle aan den IJssel. La percée dans la digue a été rapidement et provisoirement comblée par un navire que deux jeunes marins manœuvrèrent pour boucher la digue à cet endroit. Un monument sur la digue commémore cet événement qui aurait pu être catastrophique pour une région très densément peuplée : Een dubbeltje op zijn kant, par le sculpteur Roel Bendijk.

## Géographie
Elle porte le noms des différentes digues qui la composent, de Gouwde à Schiedam : Schaardijk, Nesserdijk, Honingerdijk, Oostzeedijk, Hoogstraat (Rotterdam), Korte Hoogstraat (Rotterdam), et Schiedamsedijk, Vasteland, Westzeedijk, Havenstraat, Mathenesserdijk en Schiedamseweg.